# Traduzione medica
La traduzione medica consiste nella traduzione di documenti di varia natura in ambito medico. Comprende un ampio ventaglio di generi: il traduttore, infatti, può trovarsi a trattare articoli di ricerca pubblicati in riviste specializzate, guide cliniche, testi per libri universitari, brochure informative per i pazienti, materiale informativo, bollettini medici, foglietti illustrativi, conferenze stampa, documentari TV sulla salute e tanto altro. Anche gli scopi possono essere diversi. La traduzione può essere svolta per il sistema sanitario, per aziende produttrici di dispositivi medici, azioni di marketing, per documentazione clinica, normativa e tecnica, o la diffusione di conoscenza in campo medico. Ad esempio, la maggior parte dei paesi richiede che aziende e organizzazioni traducano nella propria lingua le pubblicazioni e le etichette dei dispositivi medici e dei prodotti farmaceutici. Anche i documenti che riguardano sperimentazioni cliniche spesso richiedono di essere tradotti affinché possano essere compresi da medici, pazienti e rappresentanti legali locali.
Si tratta dunque di un processo che può prevedere un livello di specializzazione e complessità vario. Oltre alle abilità linguistiche del traduttore sia nella lingua di partenza che in quella di arrivo, la traduzione medica necessita una formazione specialistica e una profonda conoscenza della materia a causa della natura altamente tecnica, sensibile e regolamentare dei testi medici. Richiede che il traduttore ponga particolare attenzione nell’accuratezza della traduzione, in quanto possono essere presenti, ad esempio, definizioni e termini specifici, abbreviazioni, termini provenienti dal greco e dal latino e acronimi.

## Standard e qualità
Nella traduzione medica è fondamentale garantire degli standard di qualità sufficienti. Delle traduzioni errate possono, infatti, mettere in pericolo la vita o la salute dei pazienti, o ostacolare la qualità delle cure mediche. Per questo motivo, è importante che un traduttore abbia le giuste qualifiche. Anche se non esistono specifiche regolazioni che riguardano la traduzione in ambito medico, vi sono delle linee guida sviluppate da associazioni di traduttori, come l’associazione internazionale degli interpreti in ambito medico (IMIA). Secondo l'IMIA, i documenti medici possono essere tradotti da professionisti nativi della lingua in questione, o con conoscenze alla pari di un parlante nativo. Il professionista deve, inoltre, possedere delle capacità analitiche, una conoscenza culturale approfondita sia del testo di partenza che del testo di arrivo, e preferibilmente esperienza sia teorica che pratica in ambito traduttivo. Inoltre, è raccomandato che i traduttori in ambito medico abbiano conoscenza in campo di terminologia, e che abbiano un ottimo livello di competenza nella scrittura, oltre che abilità adeguate nell’uso di dizionari specializzati e professionali. Un traduttore ideale non è un medico, ma un traduttore specializzato/con un adeguato background accademico.
L’industria medica internazionale è fortemente regolamentata e le aziende che devono tradurre la documentazione scelgono, di norma, agenzie di traduzione certificate o conformi a uno o più dei seguenti standard:
- ISO 17100: standard internazionale per i servizi di traduzione
- ISO 9001: standard internazionale per i sistemi di gestione per la qualità
- ISO 13485: standard internazionale per la produzione di dispositivi medici[6]

## I problemi della traduzione medica
Nela traduzione medica si possono riscontrare diverse problematiche. Una prima difficoltà riguarda l’uso dei dizionari, i quali generalmente possono essere considerati uno strumento utile alla traduzione. In ambito medico, però, potrebbero invece esser causa di errori traduttivi. I dizionari bilingue, ad esempio, potrebbero fornire termini grammaticalmente corretti, che però non vengono realmente usati dai professionisti del settore. Inoltre, vista la velocità di progresso in ambito medico, essi richiedono un aggiornamento costante. Secondo l’Organizzazione mondiale della sanità (OMS), infatti, ogni anno nascono migliaia di nuove parole utilizzate nel campo medico.
Anche i confini internazionali possono creare problemi quando i termini vengono sostituiti in alcune parti del mondo, ma rimangono in uso in altre aree. Ad esempio, Pseudomonas pyocyanea, ancora usato in alcuni testi europei, potrebbe non essere riconosciuto dai neo-medici in Nord America, dove il termine è stato sostituito da Pseudomonas aeruginosa.
Un ulteriore problema riguarda l’equivalenza di significato dei termini di derivazione greca o latina, che costituiscono gran parte della terminologia medica. Esiste, infatti, una sorta di “terminologia medica internazionale” che, nella maggior parte dei casi, determina un’equivalenza assoluta tra il termine della lingua di partenza e quello della lingua d’arrivo. Alla parola inglese diagnosis, ad esempio, corrisponde diagnosi in italiano. Tuttavia, non sempre l’equivalenza è assoluta: dalla parola latina rubeola, ad esempio, derivano i termini inglesi rubella e rubeola, il primo corrisponde a rosolia in italiano, mentre il secondo può indicare sia rosolia che morbillo.
Un’altra problematica riguarda il mantenimento del termine dotto, che in alcune lingue è più comune rispetto ad altre. Ad esempio, in inglese si tende a mantenere i termini in latino o greco, mentre in italiano vengono sostituiti con il proprio equivalente.

## Aspetti etici e responsabilità nella traduzione medica
Un aspetto fondamentale da tenere a mente durante la traduzione in ambito medico, è l’aspetto legato all’etica e alla responsabilità. Infatti, la norma più importante per quanto riguarda l’etica è legata al fatto che la maggior parte delle volte la vita dei pazienti dei quali si sta traducendo è a rischio. Per questo è necessaria una grande accuratezza e validità delle informazioni, per poter diffondere la conoscenza in altre culture in modo estremamente preciso e corretto.
Un altro elemento fondamentale legato all’etica è la confidenzialità delle informazioni, in quanto bisogna rispettare la privacy dei pazienti così come la loro cartella clinica pregressa. Inoltre, bisogna mostrare comprensione, rispetto ed empatia verso le persone disabili, verso i pazienti e verso la loro esperienza della malattia, anche attraverso prospettive culturali diverse sulla salute e la malattia.